# Takada Yasunori
Takada Yasunori (sinh ngày 22 tháng 2 năm 1979) là một cầu thủ bóng đá người Nhật Bản.

## Giải vô địch bóng đá U-20 thế giới
Takada Yasunori được triệu tập vào đội tuyển U-20 Nhật Bản tham dự Giải vô địch bóng đá U-20 thế giới 1999.